# Junonia fuscata
Junonia fuscata är en fjärilsart som beskrevs av Holland 1920. Junonia fuscata ingår i släktet Junonia och familjen praktfjärilar. Inga underarter finns listade i Catalogue of Life.